# Kjell och Rolf Samuelson till Gospelensemblen
Kjell och Rolf Samuelson till Gospelensemblen utkom 1964 och är en singel av bröderna Kjell och Rolf Samuelson på skivbolaget Hemmets Härold. Bröderna utgjorde senare en del av sånggruppen Samuelsons.

## Låtlista
1. Kjell och Rolf Samuelson till Gospelensemblen
2. Till himlens land
3. Blott ett liv
4. Lycklig jag sjunger
5. Jesus kommer ej för sent